# Comté de Henry (Illinois)
Pour les articles homonymes, voir Henry et Comté de Henry.
Le comté de Henry est un comté situé dans l'État de l'Illinois, aux États-Unis. Nommé en l'honneur du révolutionnaire Patrick Henry, il a été fondé le 13 janvier 1825 par détachement du comté de Fulton.
En 2010, sa population est de 50 486 habitants. Son siège est Cambridge. C'est l'un des quatre comtés de la région statistique métropolitane des Quad Cities.

## Histoire
Créé en 1825, le comté de Henry a vu ses frontières évoluer trois fois jusqu'en 1836. Il a depuis les mêmes limites.

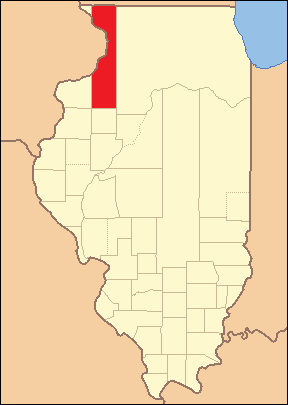
Le comté de sa création à 1827
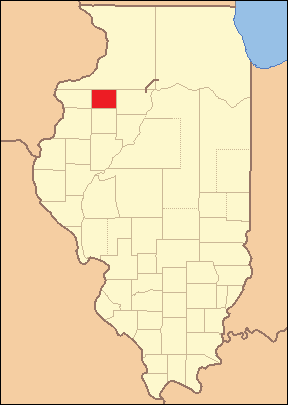
Le comté entre 1827 et 1831, à la suite de la création du comté de Jo Daviess
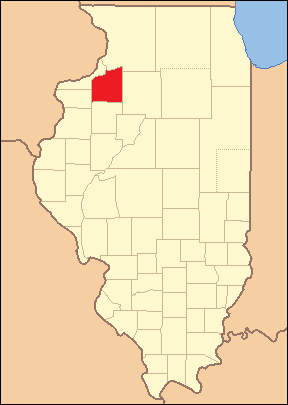
Le comté entre 1831 et 1836, à la suite du remodelage du comté de Jo Daviess
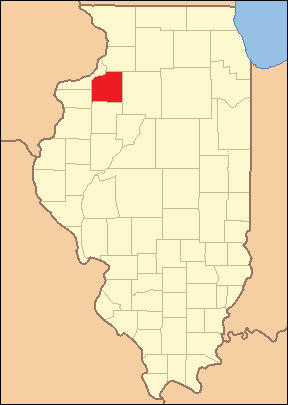
Le comté tel qu'il est depuis 1836 et la création du comté de Whiteside

## Patrimoine
Au 4 septembre 2016, le comté compte quinze sites inscrits au National Register of Historic Places, dont un site historique national.

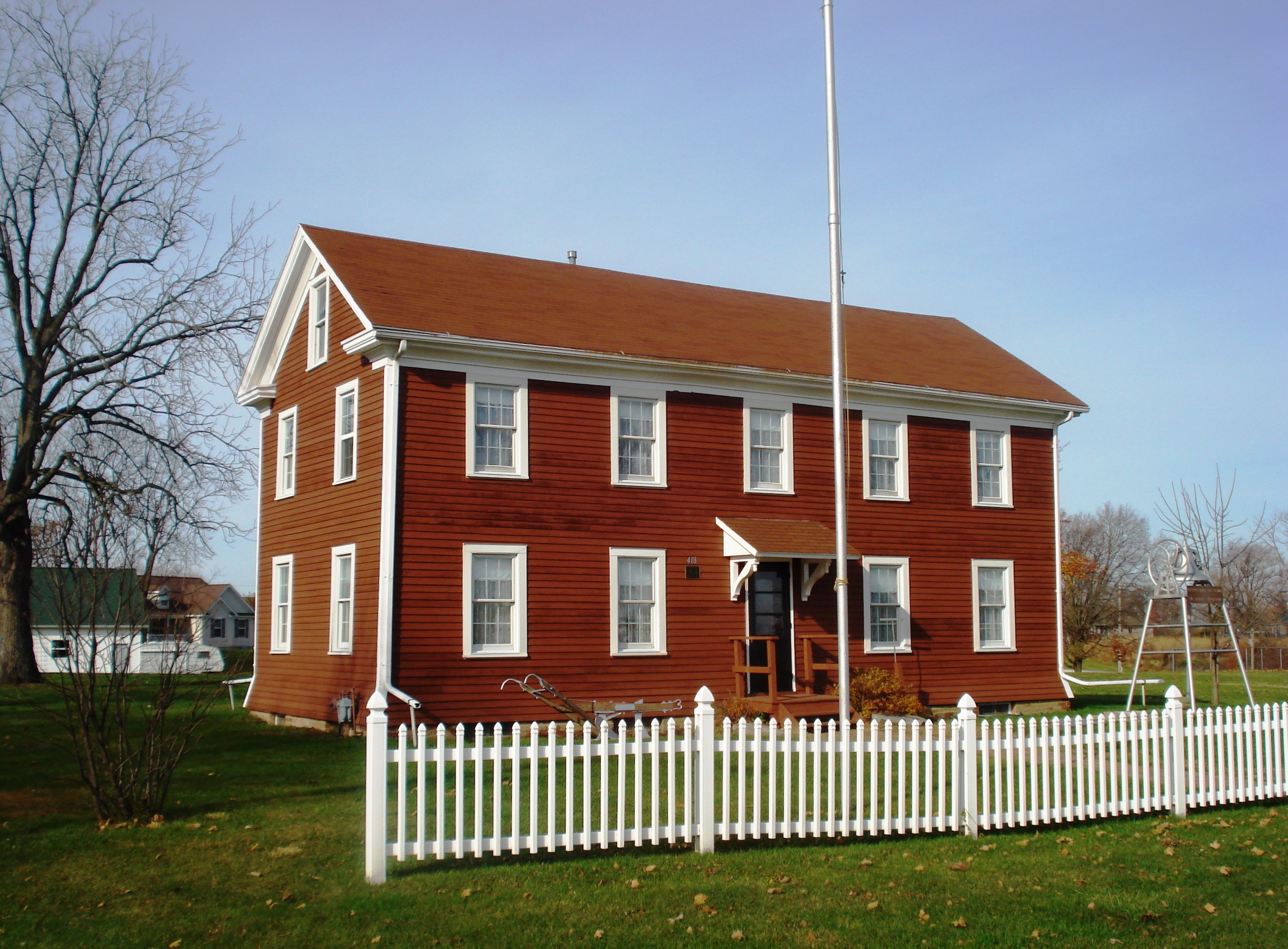
Andover Chapter House (en)
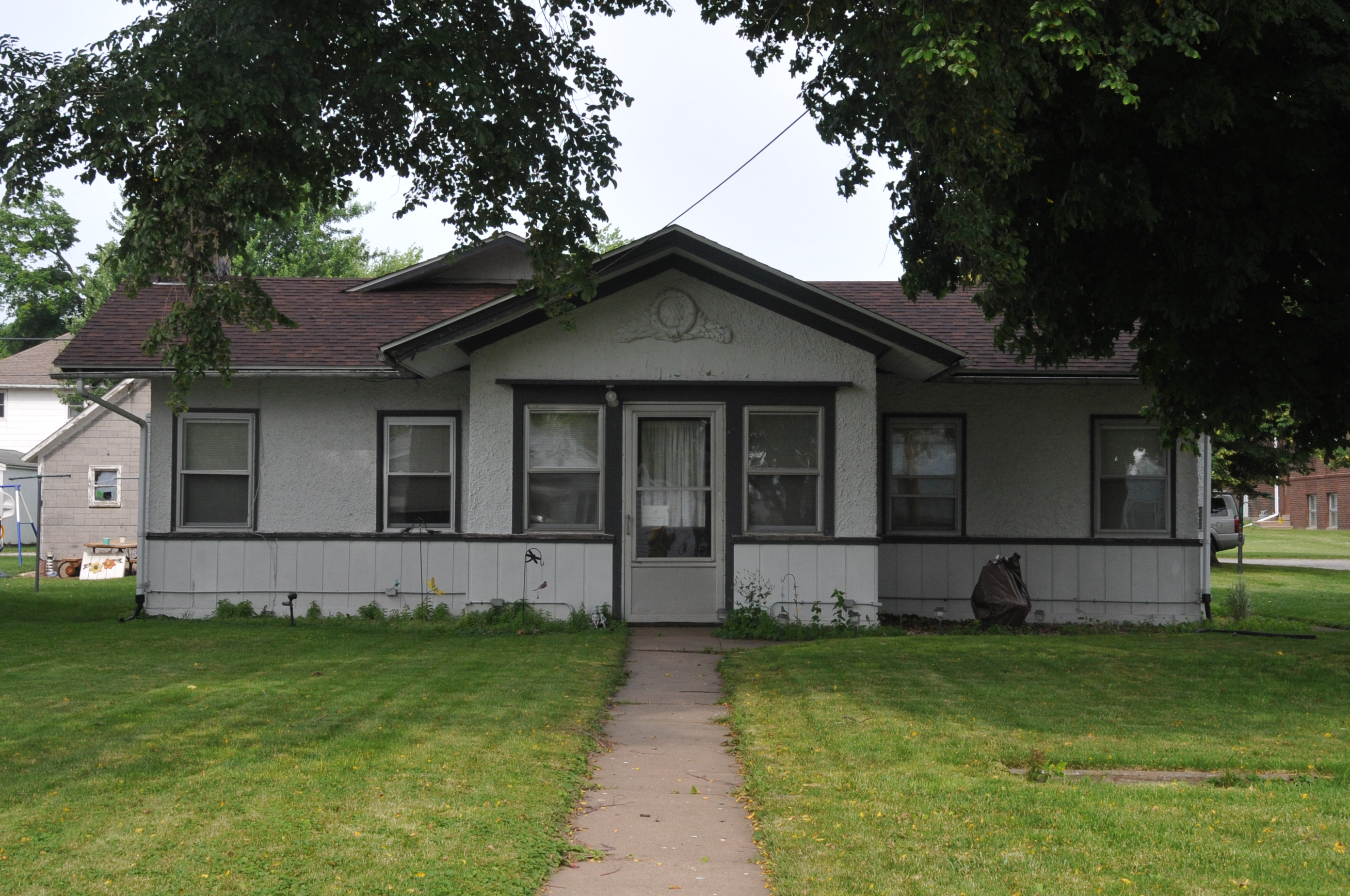
Annawan Chapter House (en)
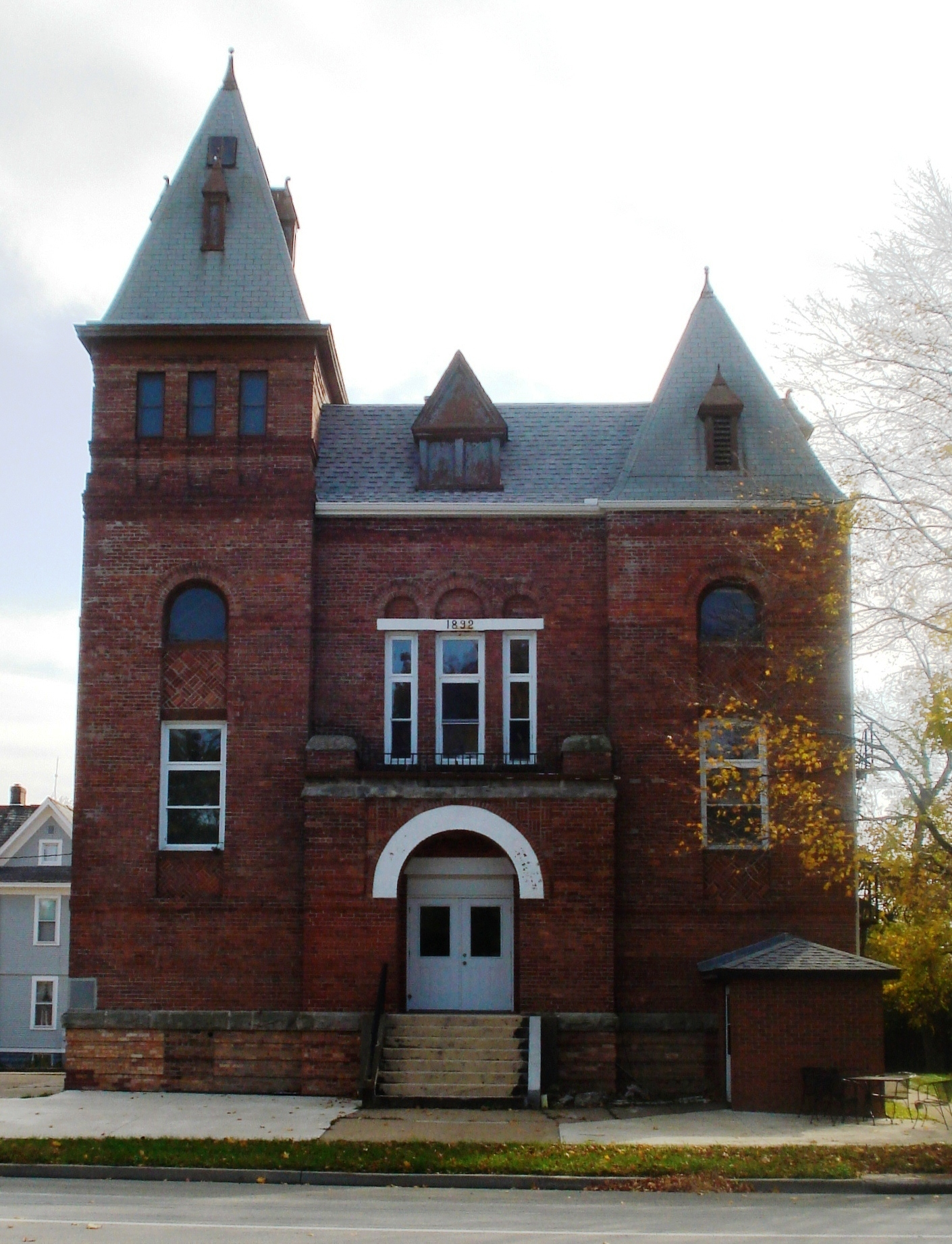
Atkinson Hall (en)
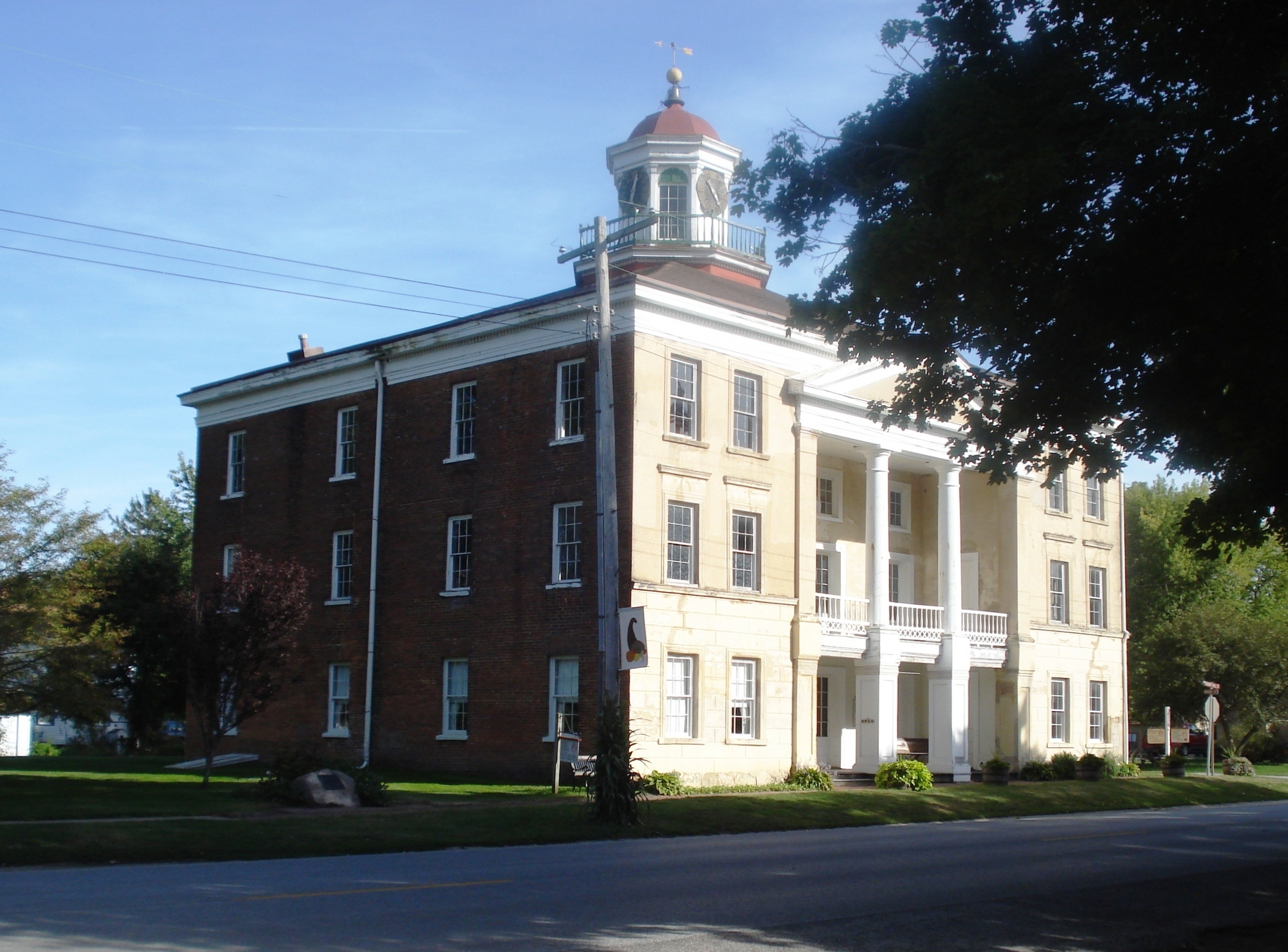
District historique de Bishop Hill (en)
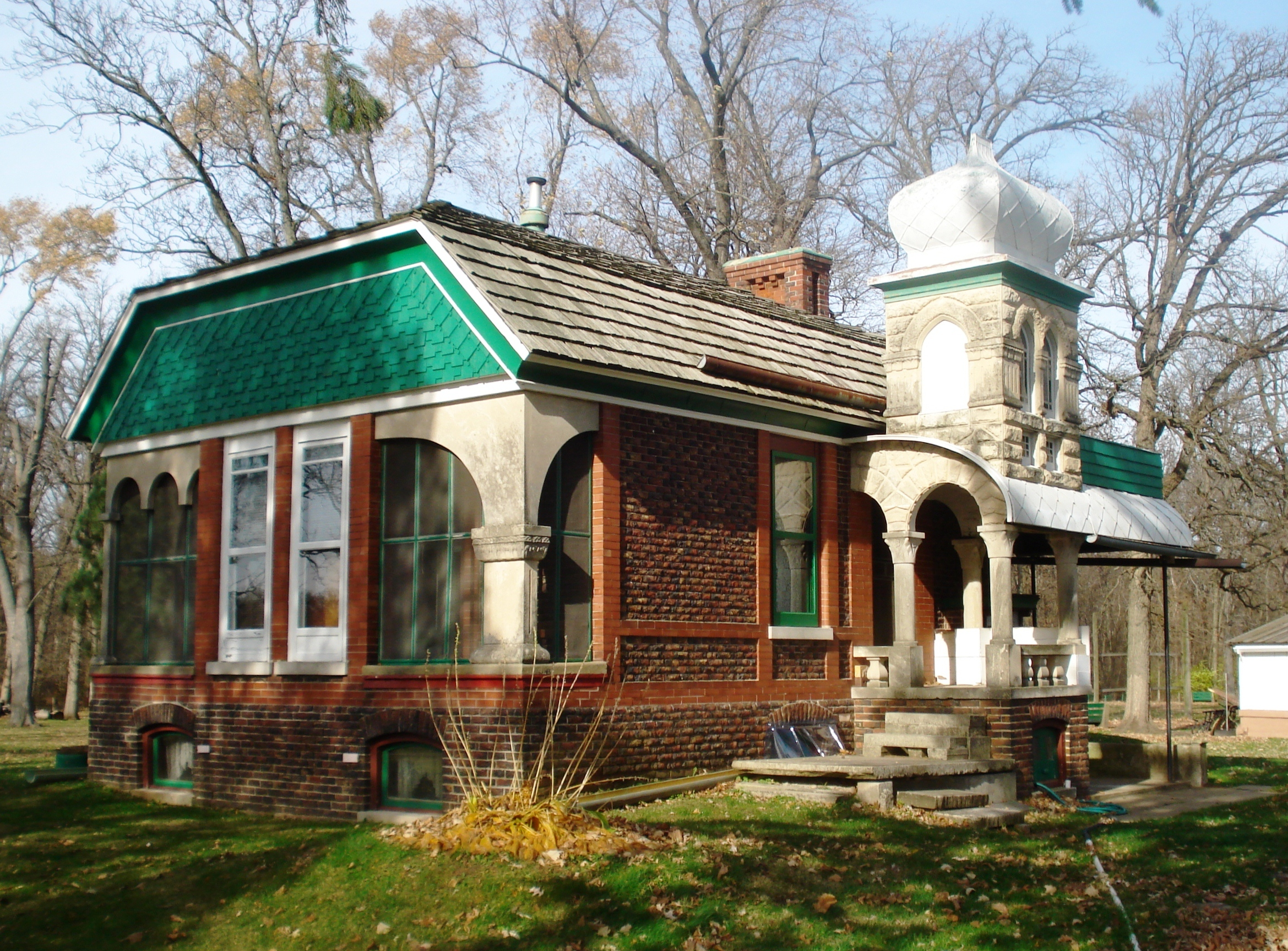
Palais de Frederick Francis Woodland
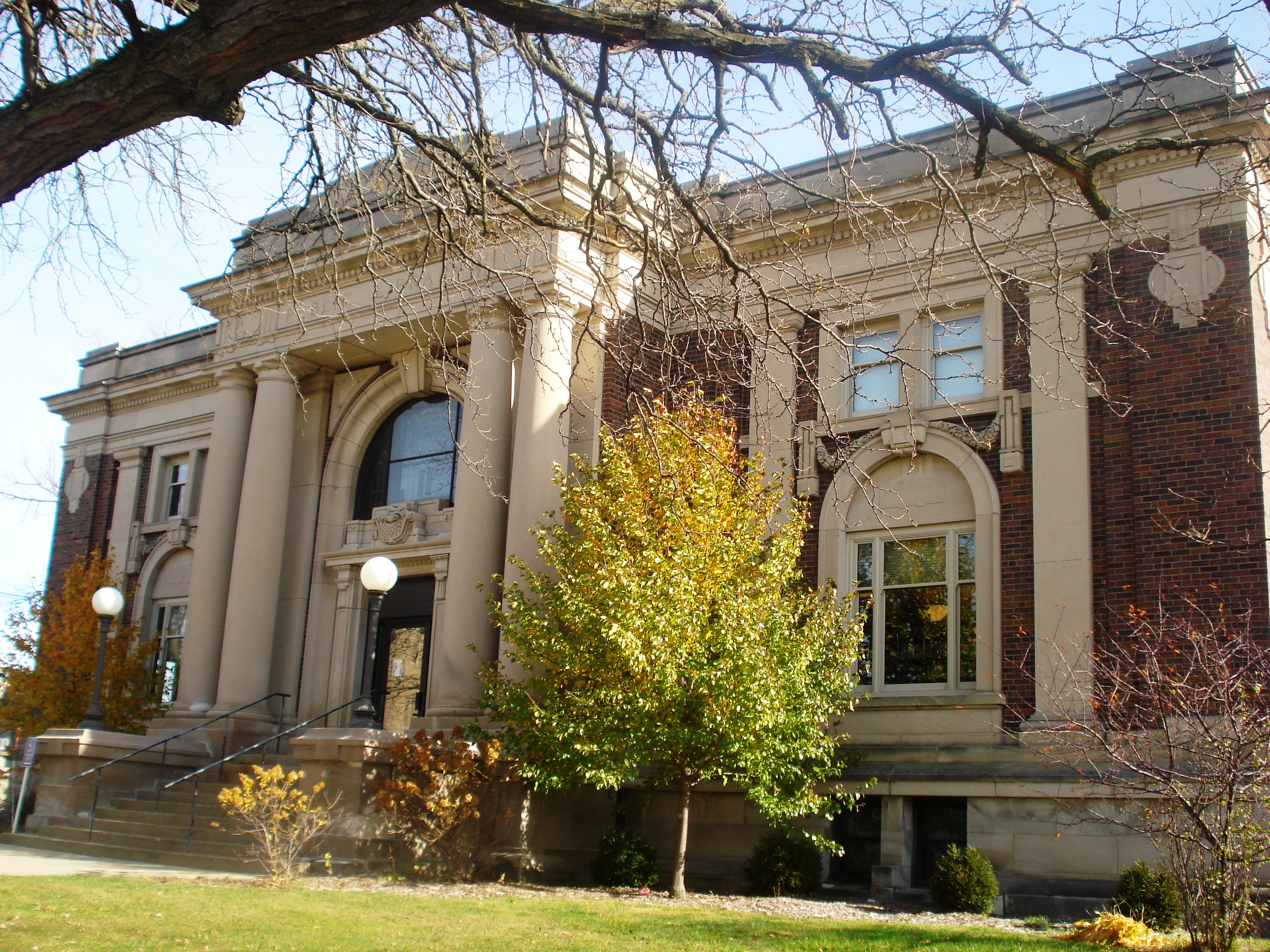
Bibliothèque municipale de Kewanee
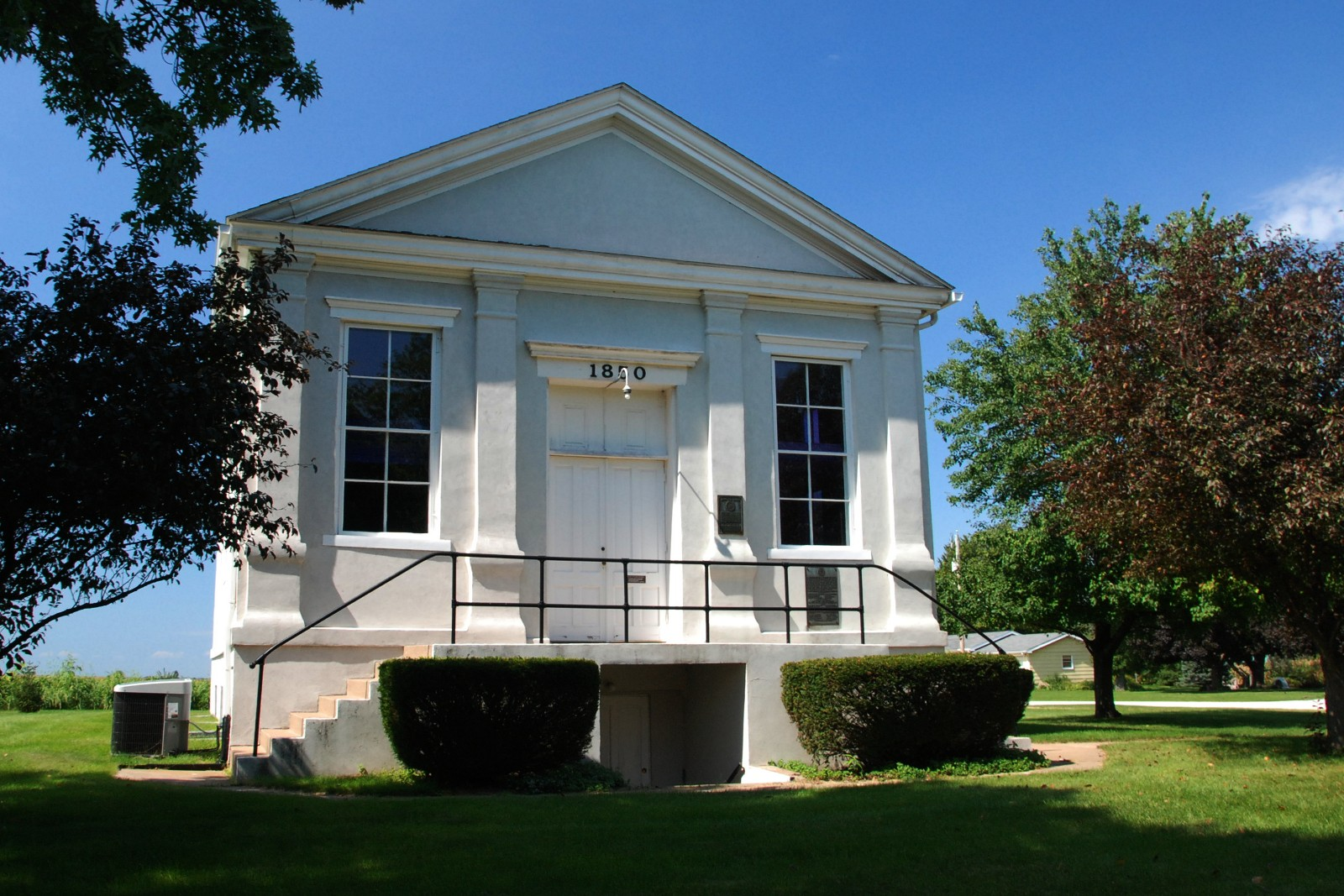
Chapelle Jenny Lind
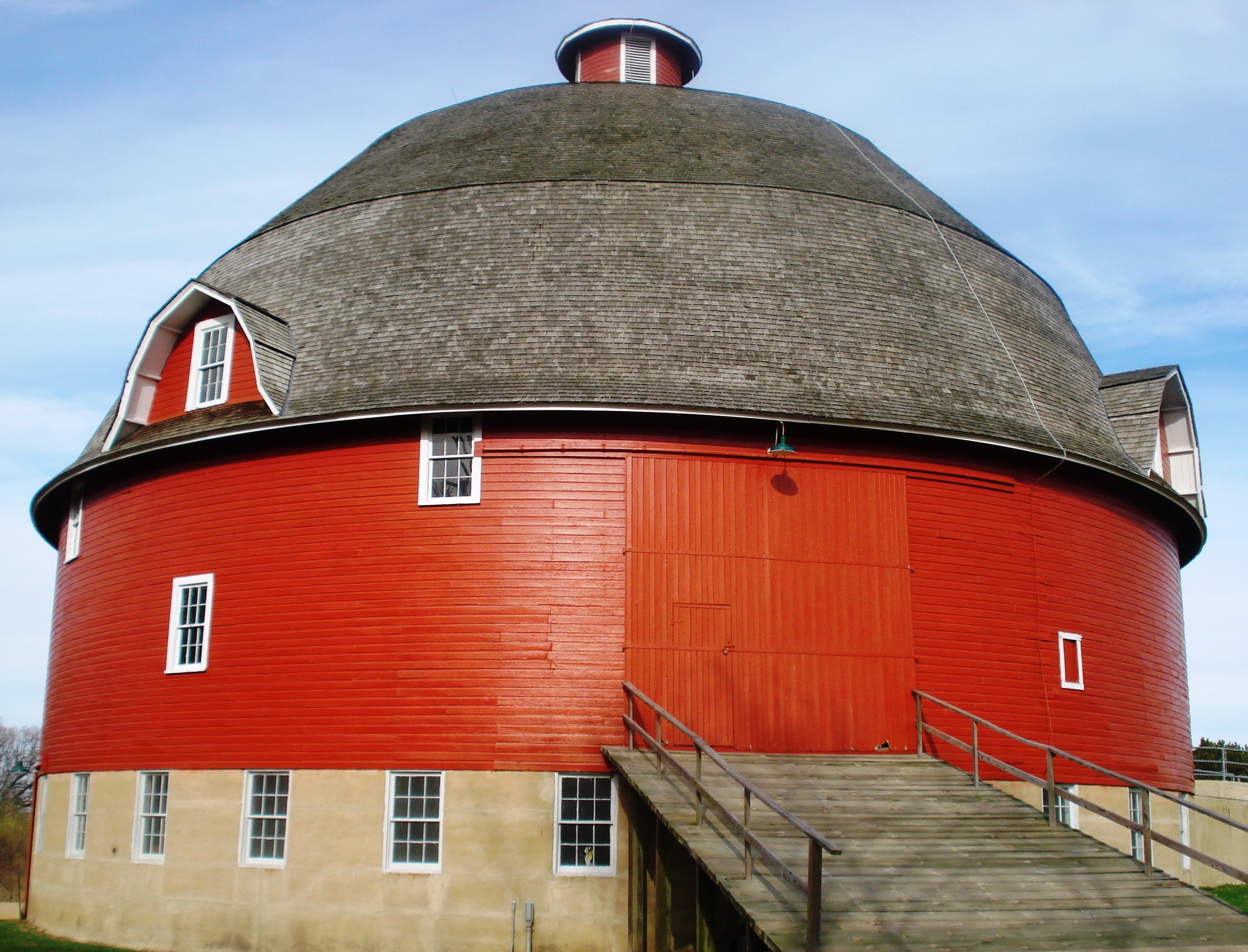
Hangar agricole circulaire de Ryan (en)
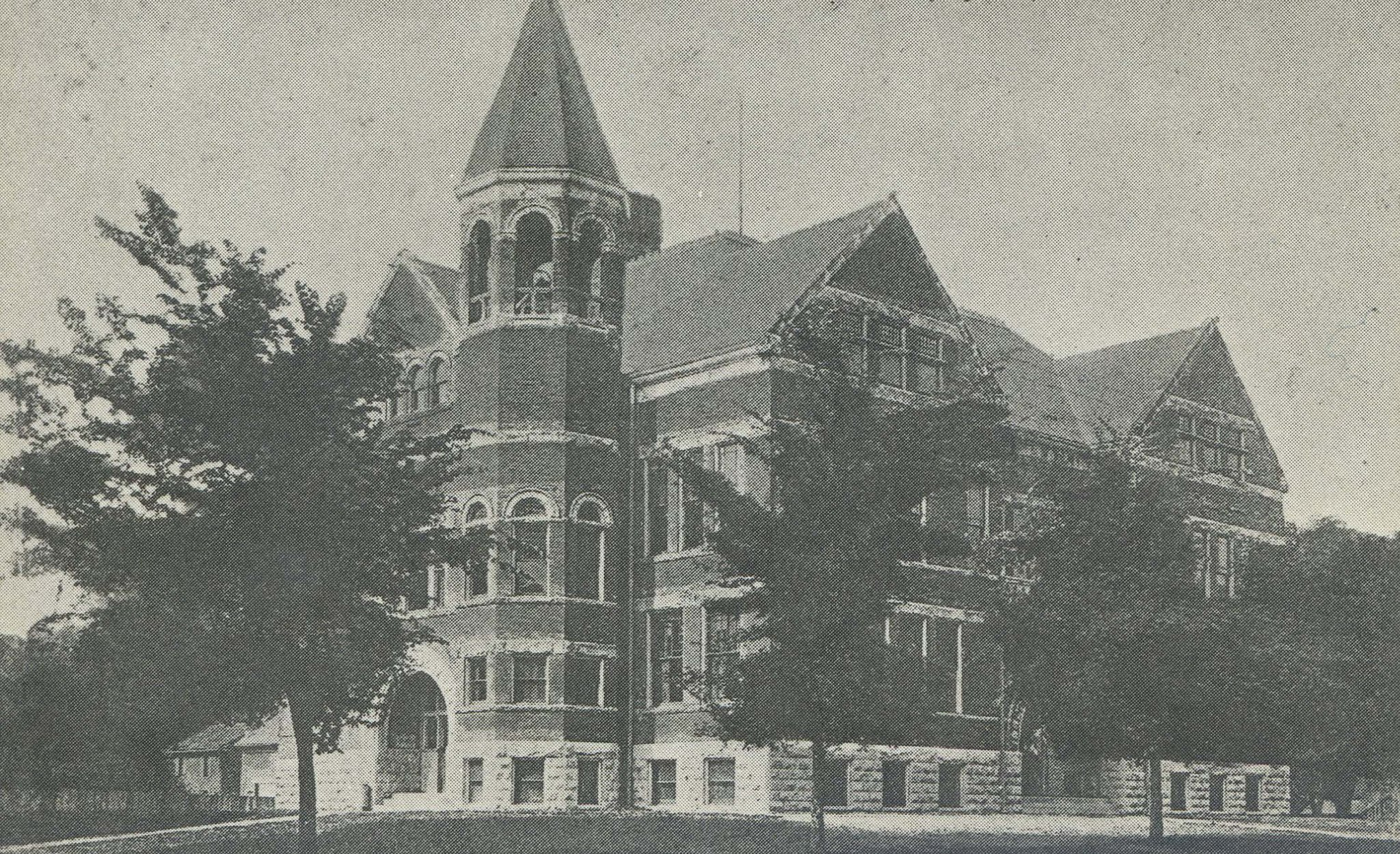
École de South Side (en)

## Démographie
| Groupe                           | Comté de Henry | Illinois | États-Unis |
| -------------------------------- | -------------- | -------- | ---------- |
| Blancs                           | 94,8           | 71,5     | 72,4       |
| Afro-Américains                  | 1,6            | 14,6     | 12,6       |
| Autres                           | 1,6            | 6,7      | 6,4        |
| Métis                            | 1,5            | 2,3      | 2,9        |
| Asiatiques                       | 0,4            | 4,6      | 4,8        |
| Amérindiens                      | 0,2            | 0,3      | 0,9        |
| Total                            | 100            | 100      | 100        |
|                                  |                |          |            |
| Hispaniques et Latino-Américains | 4,8            | 15,8     | 16,7       |

Selon l'American Community Survey, pour la période 2011-2015, 95,28 % de la population âgée de plus de 5 ans déclare parler l'anglais à la maison, 3,41 % déclare parler l'espagnol et 1,31 % une autre langue.

## Villes (citiesoutowns)
- Alpha
- Andover
- Annawan
- Atkinson
- Bishop Hill
- Cambridge
- Cleveland
- Coal Valley (partial)
- Colona
- Galva
- Geneseo
- Hooppole
- Kewanee
- Orion
- Woodhull